# Kaufman, Texas
Kaufman är en stad i Kaufman County i delstaten Texas, USA, med 6 800 invånare (2020). Kaufman är administrativ huvudort (county seat) i Kaufman County.